# Élisabeth de Brabant
 (juillet 2013).
Si vous disposez d'ouvrages ou d'articles de référence ou si vous connaissez des sites web de qualité traitant du thème abordé ici, merci de compléter l'article en donnant les références utiles à sa vérifiabilité et en les liant à la section « Notes et références ».
Élisabeth de Brabant est une femme noble du XIIIe siècle, fille du duc de Brabant.
Élisabeth est la fille d'Henri Ier de Brabant et de Marie de France. Elle a une sœur, Marie, qui meurt très jeune.
Elle est mariée le 19 mars 1233 à Thierry de Clèves (1214 † 1244), seigneur de Dinslaken. Leur fille Mechthilde de Clèves épousa Gérard Ier de Durbuy.
Veuve, elle se remarie en 1246 à Gérard II de Wassenberg († 1255).
Elle meurt le 6 novembre 1272.